# 郭锡文
郭锡文（1968年1月—），男，汉族，福建福清人，中华人民共和国政治人物，中国共产党党员，第十三届全国人民代表大会福建省代表。

## 生平
2018年，郭锡文被选为福建省出席第十三届全国人民代表大会代表。2018年7月至2021年5月，任中共宁德市委书记。
2021年5月至2024年4月，任贵州省人民政府副省长、省政府党组成员。2024年3月起，升任中共貴州省委常委。